# دينا حسني
دينا حسني (مواليد 26 سبتمبر 1983) هي لاعبة رماية مصرية، مثّلت مصر في أولمبياد أثينا 2004.

## المشاركة الأولمبية

### أثينا 2004
| الرياضيّة  | الحدث              | التصفيات | التصفيات | النهائي  | النهائي  |
| الرياضيّة  | الحدث              | النقاط   | الترتيب  | النقاط   | الترتيب  |
| --------- | ------------------ | -------- | -------- | -------- | -------- |
| دينا حسني | 10 متر بندقية هواء | 391      | 27م      | لم تتأهل | لم تتأهل |

## روابط خارجية
- دينا حسني على موقع الاتحاد الدولي (الإنجليزية)
- دينا حسني على موقع أوليمبيديا (الإنجليزية)